# Dismorphia mirandola
Dismorphia mirandola är en fjärilsart som först beskrevs av William Chapman Hewitson 1878.  Dismorphia mirandola ingår i släktet Dismorphia och familjen vitfjärilar. Inga underarter finns listade i Catalogue of Life.